# 斯威茲城 (印第安納州)
斯威茲城（英語：Switz City）是一個位於美國印地安納州格林縣的城鎮。

## 人口
根據2010年美國人口普查的數據，斯威茲城的面積為0.52平方千米，當中陸地面積為0.52平方千米，而水域面積為0.00平方千米。當地共有人口193人，而人口密度為每平方千米371人。